# Паулина Сударски
Паулина Сударски (Врањево, 12. јула 1914 — Тјентиште, 13. јуна 1943) била је српска сликарка. Њена дела припадају експресионизму, под утицајем сликара Петра Добровића.

## Биографија
Рођена је од оца Реље и мајке Јованке. Рано је остала без оца, који је 1917. године погинуо у Првом светском рату. Њена мајка се преудала за Владимира Врбашког, фабриканта кошуља из Београда, који је Паулину прихватио као своје дете. У родном месту завршава основну школу и један разред гимназије, да би се са мајком и очухом преселила у Београд. Тамо похађа Краљевску уметничку школу. Када је 1937. године у Београду основана Академија ликовних уметности, Паулина Сударски била је међу студентима прве уписане генерације. Један од њених професора био је и чувени сликар Петар Добровић, који је утицао на сликарство Паулине Сударски и код кога је дипломирала 1940. године. У то време Паулина сарађује са часописима „Жена данас” и „Војвођански зборник”, активно учествујући у друштвеном и политичком животу тадашњег Београда. Вероватно је тада и упознала свог будућег супруга Блажа Ђуричића, са којим одлази на Цетиње где се запошљава као наставница цртања у тамошњој гимназији.
Школска година се прекида у мају 1941. године, те се Паулина са супругом прикључује младим комунистима и одлази у рат. По доласку на Дурмитор додељена је Управи партизанске болнице. Трагично је изгубила живот као болничарка 13. јуна 1943. године током Пете непријатељске офанзиве и Битке на Сутјесци. Била је део санитетског особља који није желео да напусти рањенике, те су погинули заједно са њима.
Године 1949. њена мајка Јованка Врбашки поклонила је највећи број слика и цртежа своје ћерке тадашњем Градском музеју у Зрењанину, који је и први легат овог музеја. Дела Паулине Сударски чувају се у Галерији Матице српске, Предшколској установи „Пава Сударски” у Новом Бечеју, као и код њених наследника.

## Галерија
- Женски акт, 1937.
- Портрет жене, 1937.
- Женски акт, 1937.
- Словакиња
- Женски полуакт
- Албанац
- Студија мушке главе
- Женски акт
- Мртва природа